# 1909 في بلجيكا
فيما يلي قوائم الأحداث التي وقعت خلال عام 1909 في بلجيكا.

## سياسة

### تعيين في المنصب
- 23 ديسمبر – ألبرت الأول ملك بلجيكا King of the Belgians  [لغات أخرى]‏.

### انتهاء فترة المنصب
- 17 ديسمبر – ليوبولد الثاني ملك بلجيكا King of the Belgians  [لغات أخرى]‏.

## مواليد

### يناير
- 7 يناير – جوسان سيجارت لاعبة كرة مضرب بلجيكية.

### مارس
- 19 مارس – جان براشيه

### يونيو
- 21 يونيو – أندريه فانديفيير لاعب كرة قدم بلجيكي.
- 25 يونيو – أرنولد بادجو لاعب كرة قدم بلجيكي.

### أغسطس
- 27 أغسطس – سيلفير مايس درّاج طريق بلجيكي.

## وفيات

### ديسمبر
- 17 ديسمبر – ليوبولد الثاني ملك بلجيكا (مواليد 1835) رائد أعمال بلجيكي.